# The Cat's Meow
The Cat's Meow is een Amerikaans-Duits-Britse dramafilm uit 2001 onder regie van Peter Bogdanovich. De titel is een Engelse uitdrukking, die 'het allerbeste, iets dat zeer gewild en aantrekkelijk is' betekent.

## Verhaal
In 1924 nodigen de mediamagnaat W.R. Hearst en zijn geliefde Marion Davies enkele vooraanstaande gasten uit voor een tochtje aan boord van hun jacht. Na het avondeten gebruiken ze drugs en alcohol. De acteur Charlie Chaplin verklaart zijn liefde aan Davies en tracht haar te overreden om Hearst te verlaten. De jaloerse Hearst wil hem vermoorden, maar hij schiet per ongeluk de verkeerde gast neer.

## Rolverdeling
| Acteur            | Personage                  |
| ----------------- | -------------------------- |
| Kirsten Dunst     | Marion Davies              |
| Edward Herrmann   | W.R. Hearst                |
| Eddie Izzard      | Charlie Chaplin            |
| Cary Elwes        | Thomas Ince                |
| Joanna Lumley     | Elinor Glyn                |
| Jennifer Tilly    | Louella Parsons            |
| Claudia Harrison  | Margaret Livingston        |
| Victor Slezak     | George Thomas              |
| James Laurenson   | Dr. Daniel Goodman         |
| Ronan Vibert      | Joseph Willicombe          |
| Chiara Schoras    | Celia                      |
| Claudie Blakley   | Didi                       |
| Ingrid Lacey      | Jessica Barham             |
| John C. Vennema   | Frank Barham               |
| Steven Peros      | Chauffeur van Elinor       |
| Richard Bohringer | Regisseur van stomme films |